# مورگان اسپکتور
مورگان اسپکتور (انگلیسی: Morgan Spector؛ زادهٔ ۴ اکتبر ۱۹۸۰) هنرپیشه اهل ایالات متحده آمریکا است.
از فیلم‌ها یا برنامه‌های تلویزیونی که وی در آن نقش داشته‌است می‌توان به آخرین بادافزار، میهن، چاک، پارتیزان و اجازه اشاره کرد.